# Opatrunek gipsowy

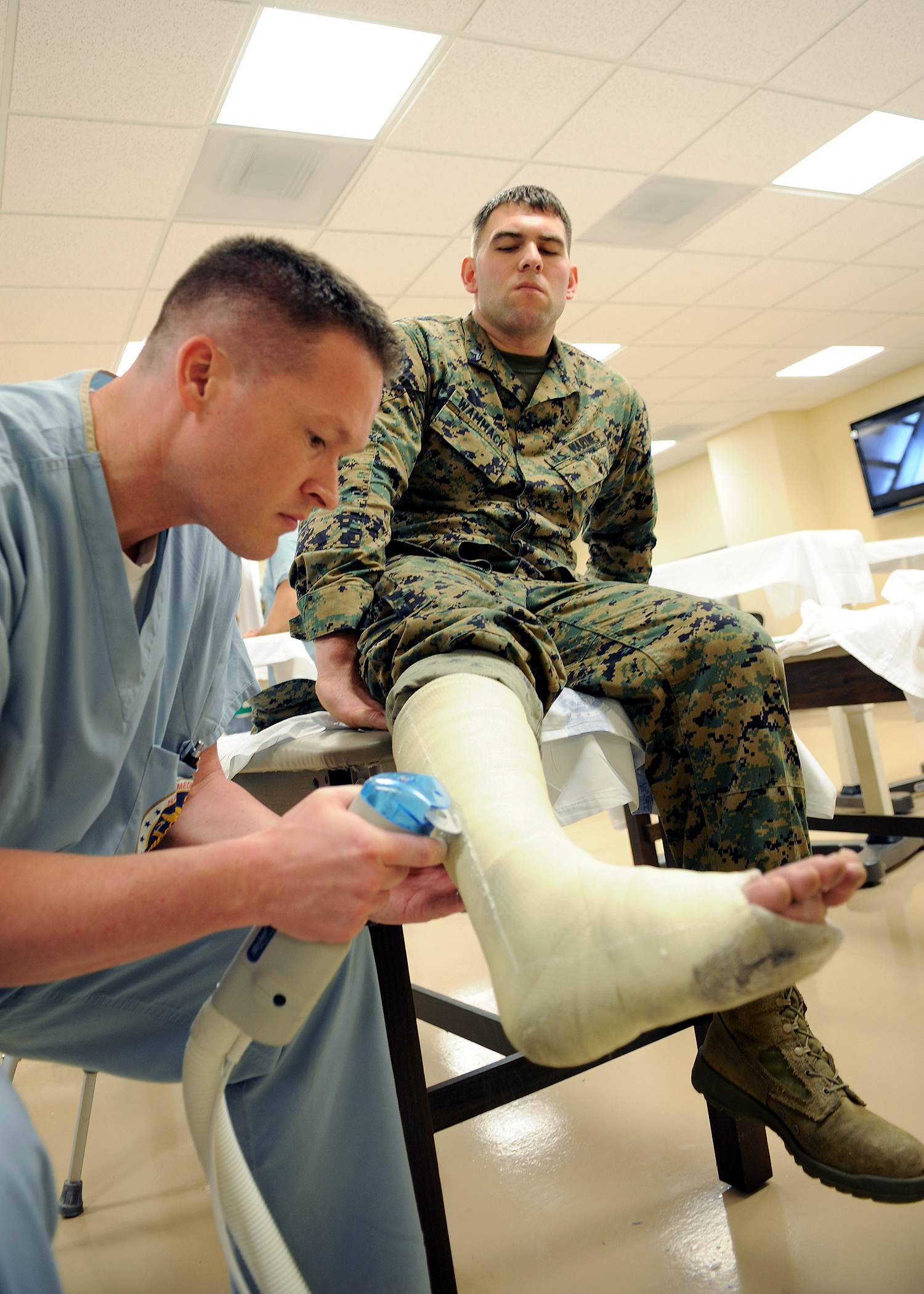
Usuwany przez ortopedę (rezydenta) gips chirurgiczny z nogi żołnierza (San Diego, USA)

Opatrunek gipsowy (potocznie: gips) – gaza nasączona wodną zawiesiną gipsu lub płat tworzywa sztucznego służący do unieruchomienia (np. złamanej) części ciała w odpowiedniej pozycji.
Konwencjonalny opatrunek gipsowy zaczyna twardnieć po około 10 minutach od jego przygotowania, a po 45 minutach jest już gotowy, ale nie kompletnie suchy. Aby całkowicie wyschnął potrzeba 72 godzin.
Tradycyjny opatrunek gipsowy ma wiele wad:
- jest ciężki
- nieumiejętnie założony może spowodować wiele powikłań –  zaburzenia ukrwienia kończyny (ucisk naczyń krwionośnych), prowadzący do uszkodzenia skóry (miejscowa martwica skóry), ucisk nerwów skutkujący późniejszym niedowładem
- długotrwałe noszenie go znosi fizjologiczne napięcie mięśni – z powodu braku oddziałujących na mięśnie bodźców, te tracą na masie i słabną
- z czasem zaczyna się kruszyć
- opatrunek gipsowy należy chronić przed wodą
- nie przepuszcza powietrza
- uniemożliwia prześwietlenie uszkodzonej kończyny
- powoduje suchość i świąd skóry pod gipsem.

Za pioniera stosowania gipsu do leczenia złamań i innych urazów uważa się Antoniusa Mathijsena (1805–1878),  chirurga wojskowego, który wyniki swoich badań opublikował w holenderskim czasopiśmie medycznym w 1852 roku. Odkrył on, że mieszanka suchego gipsu z paskami grubego płótna jest po zmoczeniu doskonałym opatrunkiem usztywniającym w przypadku złamań kości. Innym pionierem jest też Nikołaj Pirogow (1810–1881), lecz podobne rozwiązania (ale z użyciem innych materiałów zamiast gipsu) wynaleźli i doskonalili już Ambroise Paré, Dominique Jean Larrey i Louis Seutin. Istnieje wiele typów opatrunków służących do unieruchamiania różnych części ciała (np. opatrunek gipsowy biodrowy lub opatrunek gipsowy Desaulta).
W XXI wieku gips tradycyjny często zastępowany jest przez gips syntetyczny, który wykonany jest z włókien szklanych nasyconych żywicą poliuretanową.
Zalety gipsu syntetycznego:
- sztywnieje on po 5 do 10 minutach
- w pełni twardnieje po 45 minutach
- jest dużo lżejszy od tradycyjnego
- skóra ma dostęp powietrza
- przepuszcza promienie rentgenowskie umożliwiając diagnostykę i kontrolę procesu gojenia
- jest hipoalergiczny, nie powoduje suchości i świądu skóry
- nie kruszy się
- jest wodoodporny, jeśli się zmoczy można wysuszyć go suszarką, co ułatwia higienę na co dzień.

W XXI wieku przy wielu urazach zamiast gipsu kończynę unieruchamia się przy pomocy stabilizatora, czyli ortezy.
2 kwietnia 1945 roku Homer H. Stryker, chirurg-ortopeda z Kalamazoo w stanie Michigan zarejestrował patent na piłę oscylacyjną do ściągania gipsu.